# Danja
Floyd Nathanial Hills (Virginia Beach, 22 de fevereiro de 1982), mais conhecido pelo nome artístico Danja, é um músico, produtor musical, compositor e arranjador vocal norte-americano.

## Biografia
Nascido em Virginia Beach, Virgínia,começou a mexer com bateria e piano desde a adolescência. Quando cresceu, se tornou o tocador de piano em sua igreja.
Em 2001, uma chance de encontro com Timbaland se transformou em uma oportunidade de mostrar algumas melodias para ele. Dois anos depois, Timbaland levou Danja para Miami para trabalhar em seu estúdio.
Ele produziu um catálogo de canções junto com Timbaland que ajudaram no retorno com sucesso de vários artistas em 2006 que haviam desaparecido da mídia desde o presente, incluindo "Promiscuous" e "Say It Right" por Nelly Furtado, "SexyBack", "What Goes Around...Comes Around", "My Love" por Justin Timberlake e mais recentemente Blackout e Circus por Britney Spears, entre outros, incluindo "Give It to Me" e "The Way I Are", singles do segundo álbum de estúdio de Timbaland.
Ele atualmente está trabalhando nos próximos álbuns de Britney Spears, JoJo, Eve, Madonna, Melanie Brown, Simple Plan, Duran Duran, Chris Brown, Keri Hilson, JC Chasez, Jessica Simpson, Missy Elliott, Leona Lewis, Lil Wayne, Nicole Scherzinger, Christina Milian, Antonella Barba, Nikki Flores,Joe Jonas,Trey Songz e Alex Willians 

## Britney Spears
Danja recebeu grande atenção da mídia em 2007 depois que trabalhou no regresso de Britney, com o seu álbum "Blackout". Ele foi responsável por 5 das 12 faixas originais do álbum e mais 2 faixas bônus. Segue a lista:
01. Gimme More - carro-chefe e single de maior sucesso do disco
04. Break the Ice - 3º single do disco
06. Get Naked (I Got a Plan) [background vocals]
09. Hot As Ice
11. Perfect Lover
13. Get Back [Bonus Track]
15. Outta This World [Bonus Track]
- Abroad [B-Side]